# Montes Haemus

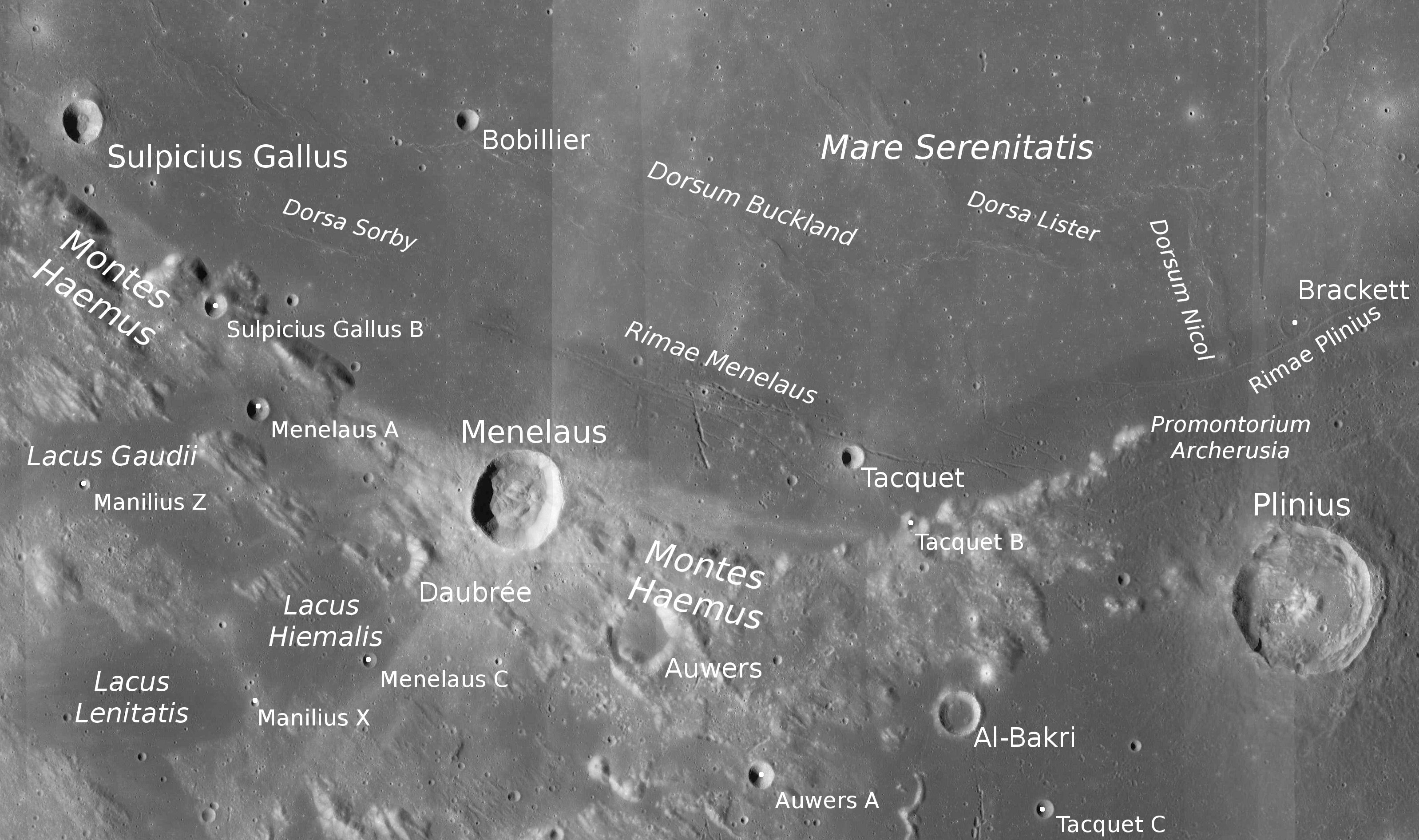
Poloha Montes Haemus (chybí severozápadní část).

Montes Haemus je pohoří obklopující jihozápadní část Mare Serenitatis (Moře jasu) na přivrácené straně Měsíce. Je dlouhé přibližně 400 km, střední selenografické souřadnice jsou 17,1° S, 12,0° V.
Oblast jihozápadně od pohoří je bohatá na hladké planiny, nachází se zde Lacus Lenitatis (Jezero mírnosti), Lacus Odii (Jezero nenávisti), Lacus Doloris (Jezero bolesti), Lacus Gaudii (Jezero radosti), Lacus Hiemalis (Jezero zimy) a Lacus Felicitatis (Jezero štěstí). Východně od střední části hor leží v Moři jasu kráter Sulpicius Gallus, od něhož se severně podél pásma táhnou brázdy Rimae Sulpicius Gallus. V jižní části pohoří leží dva středně velké krátery Menelaus a Auwers.

## Název
Montes Haemus pojmenoval gdaňský astronom Johannes Hevelius (1611–1687) podle bulharského pohoří Stara planina (dříve mělo řecký název Haemus).